# Jean Baptiste Dusart
Jean Baptiste Dusart (kolem 1640? - po 1702?) (psáno také Dieussard) byl francouzský sochař. Byl považován za realistického, střízlivého barokního sochaře.

## Polemiky
Historik Ludvík Páleníček (1904–1991) se domníval, že se jedná o francouzsko-švédského sochaře, který byl činný ve Švédsku kolem roku 1660, který
realizoval sochařskou výzdobu na stavbách barokního architekta francouzského původu působícího ve Švédsku Jeana de la Vallée, například sochy na střeše Rytířského domu (Riddarhuset) ve Stockholmu,
sochařskou výzdobu kláštera Varnhem, pro švédského generála Magnuse Gebriela De la Gardie manžela Marie Falcké,
přestavbu hradu Läckö a kašnu s drakem a skaliskem se sousoším Persea a Andromedy v zámeckém parku Ulriksdal (sousoší se nedochovalo).
Historik Bohumír Indra (1912–2003) uvádí, že vzhledem k doloženým časovým údajům v kroměřížských matrikách nelze tyto osoby ztotožnit.

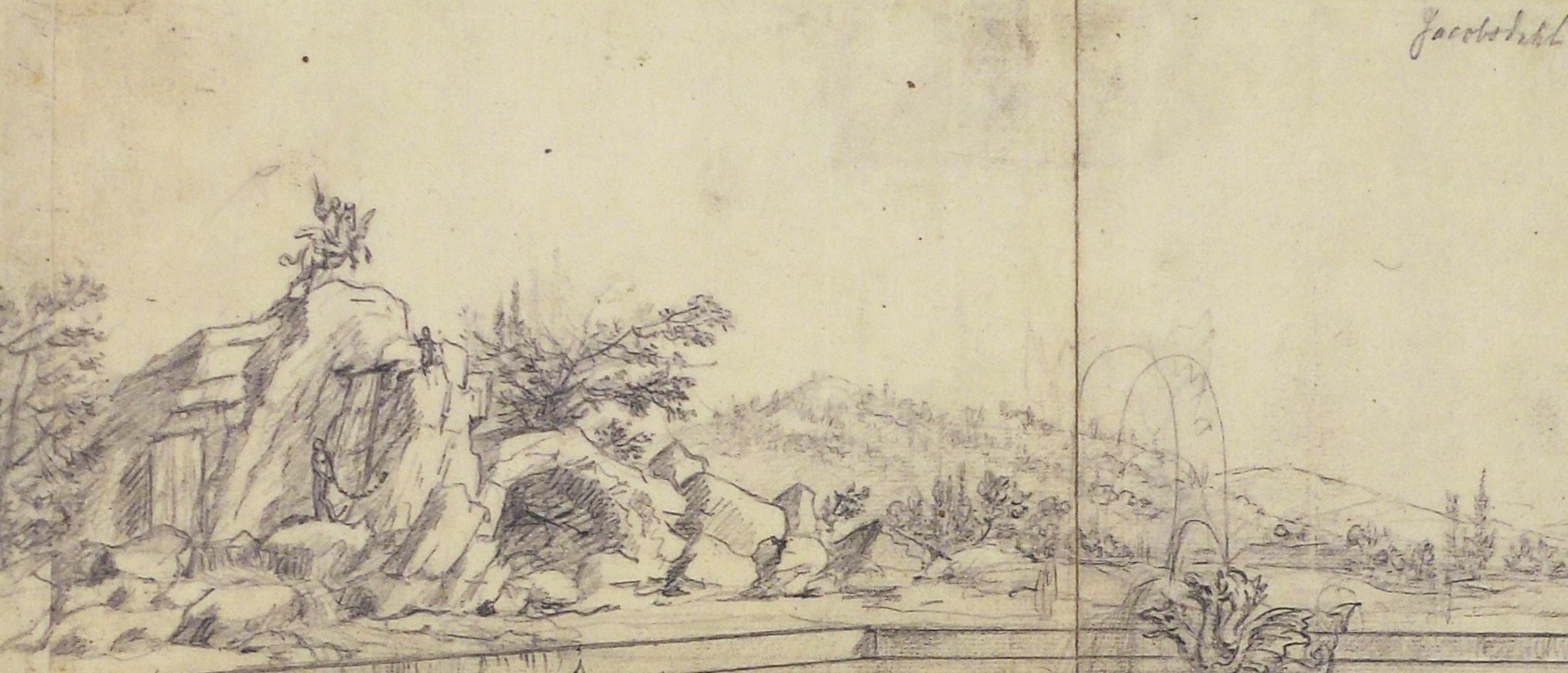
Skica kašny a sousoší v zámeckém parku Ulriksdal
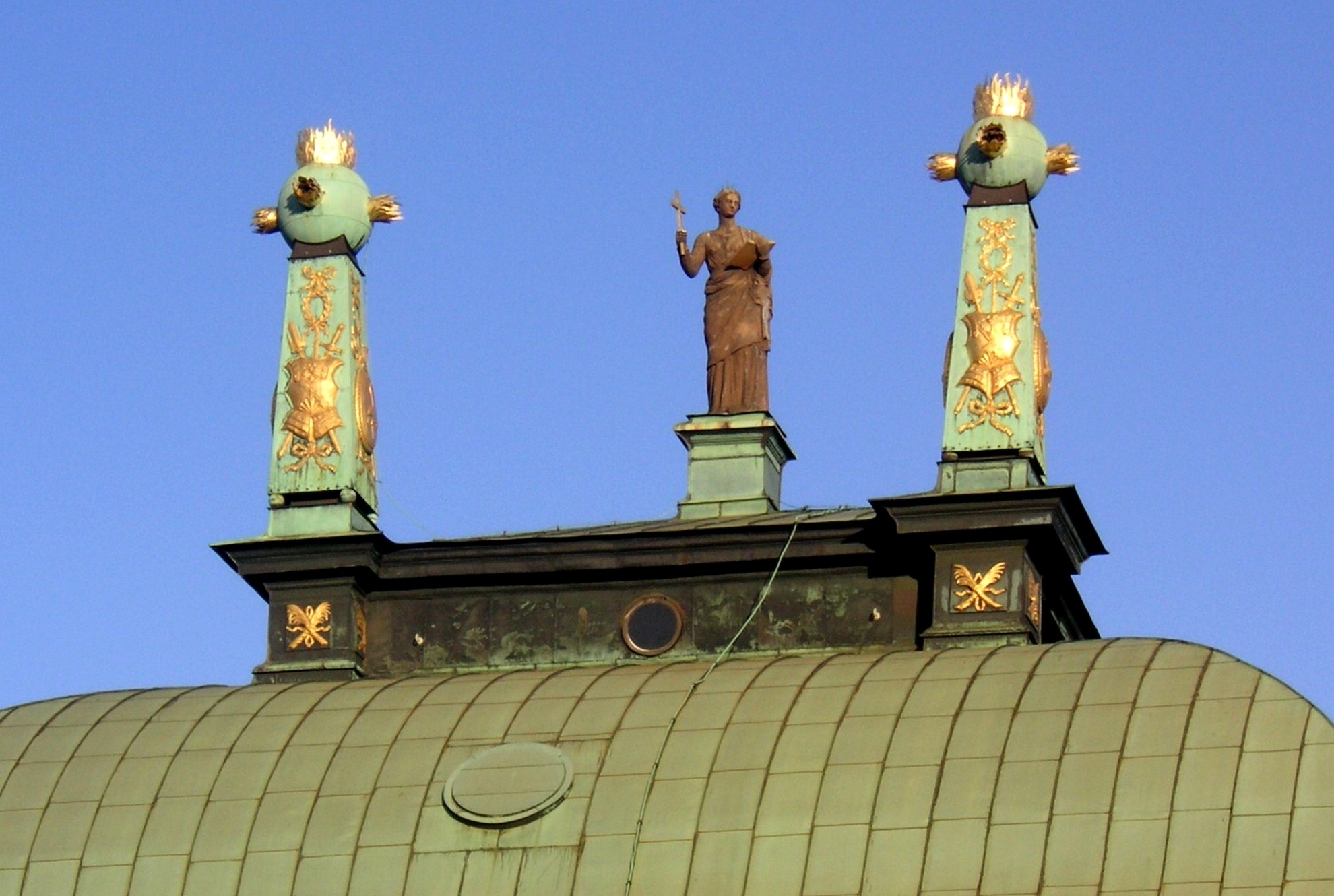
Střecha Rytířského domu ve Stockholmu

## Moravské období

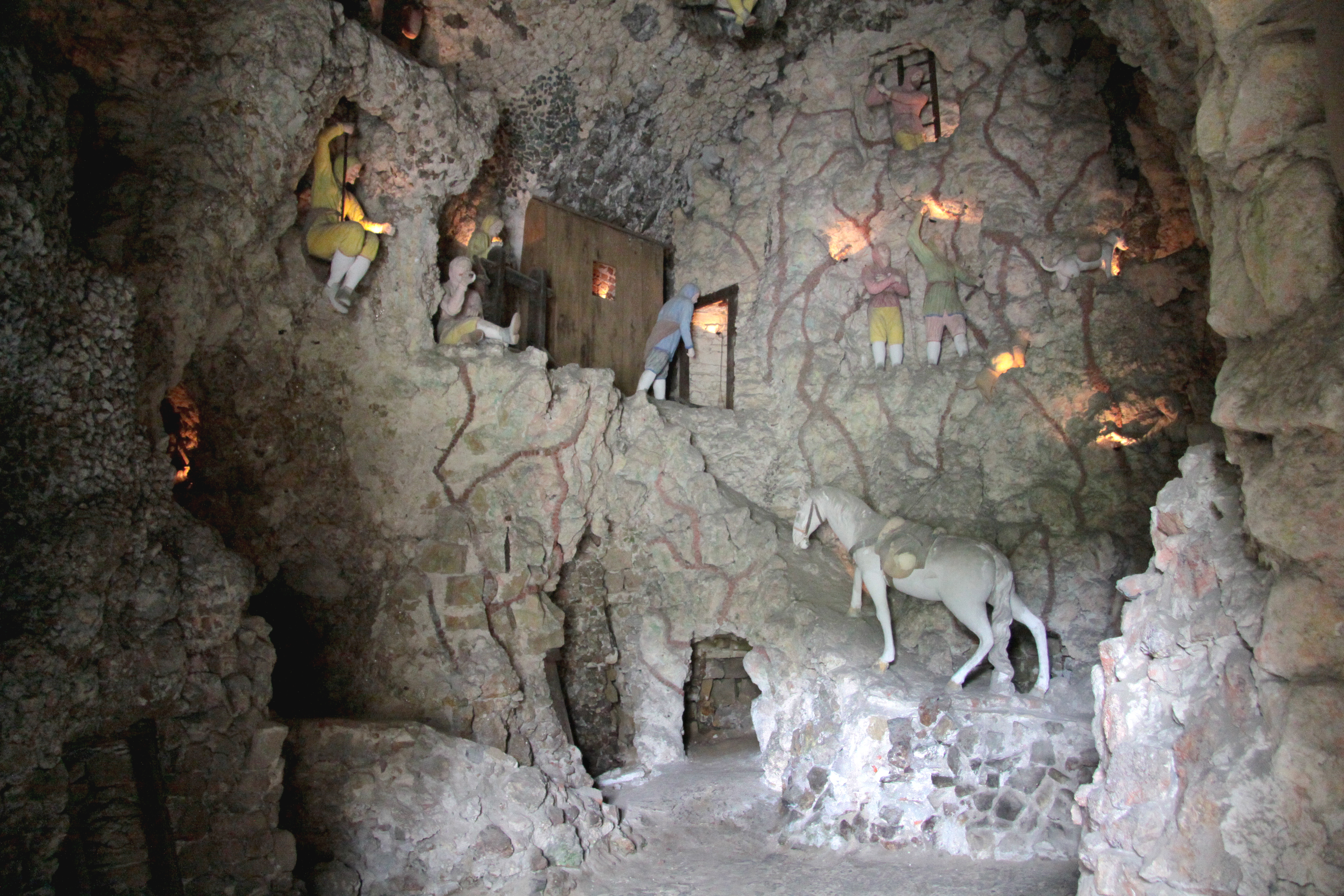
Grotta saly terreny v kroměřížském zámku

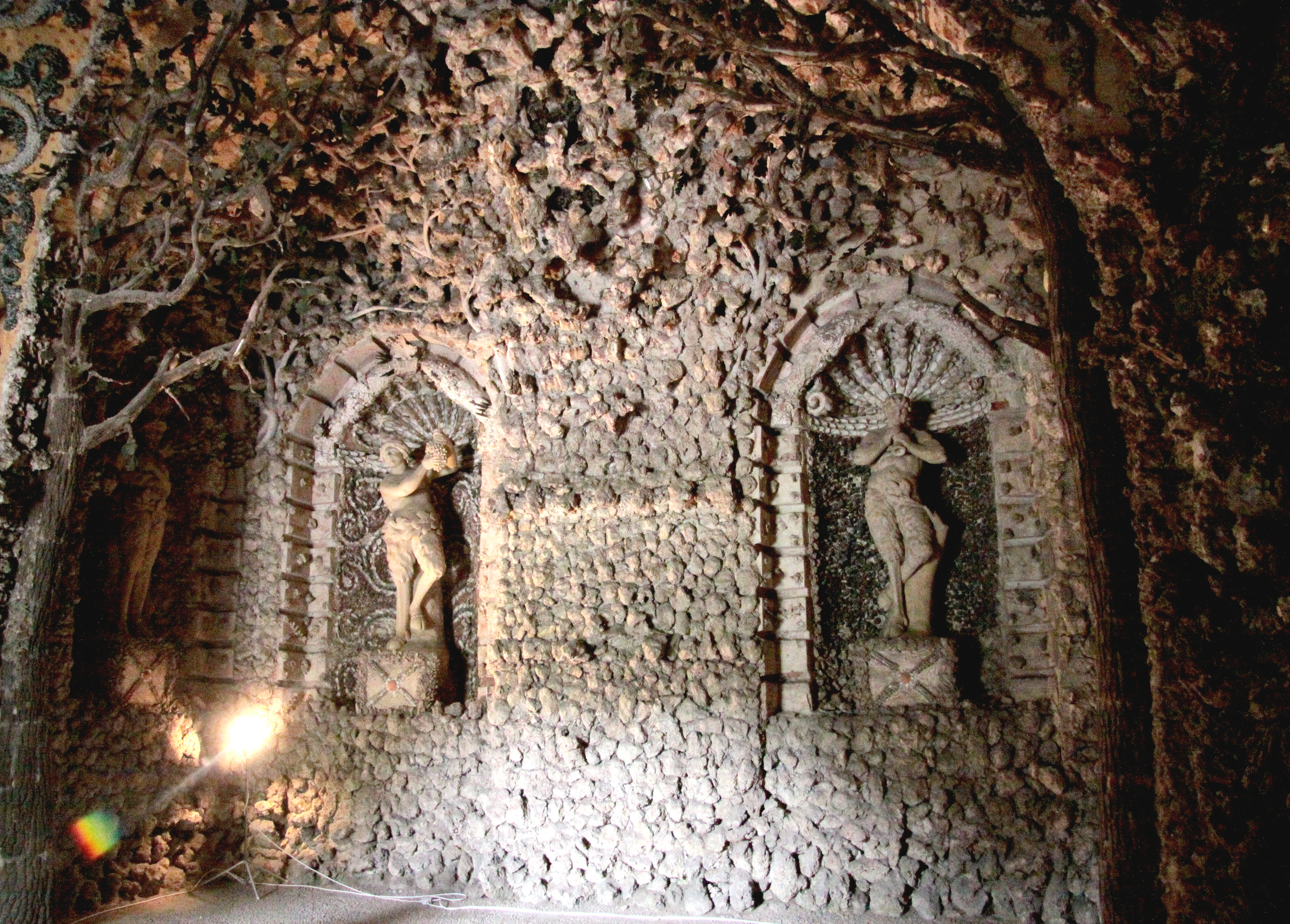
Grotta saly terreny v kroměřížském zámku

Po působení ve Vídní přišel počátkem devadesátých let 17. století do Kroměříže. Na objednávku biskupa Karla z Lichtenštejna zde dekoroval na způsob grott dva prostory saly terreny v kroměřížském zámku. Patrně až v Kroměříži se oženil s Dorotou, se kterou 1. července 1695 ve zdejším farním kostele pokřtili syna Pavla Antonína. Kmotrem dítěte byl významný italský malíř Paolo Antonio Pagani, který zahájil svůj tříletý moravský pobyt (1692-1695) malířskou výzdobou sala terreny.
V roce 1696 vytesal pro zástupce mincmistra biskupské mincovny Šimona Ondřeje Sinapiho žijícího v měšťanském domě u kroměřížské radnice sousoší Zvěstování Panny Marie a sousoší Loučení Krista s Pannou Marií, které mu objednatel nikdy nezaplatil.
Poslední písemná zmínka je o něm z let 1701 a 1702, kdy se marně ucházel o přijetí do biskupských služeb za biskupa Karla Josefa Lotrinského jako "hofstuccator, grottist und bildhauer" se stálým platem.

### Zvěstování Panny Marie

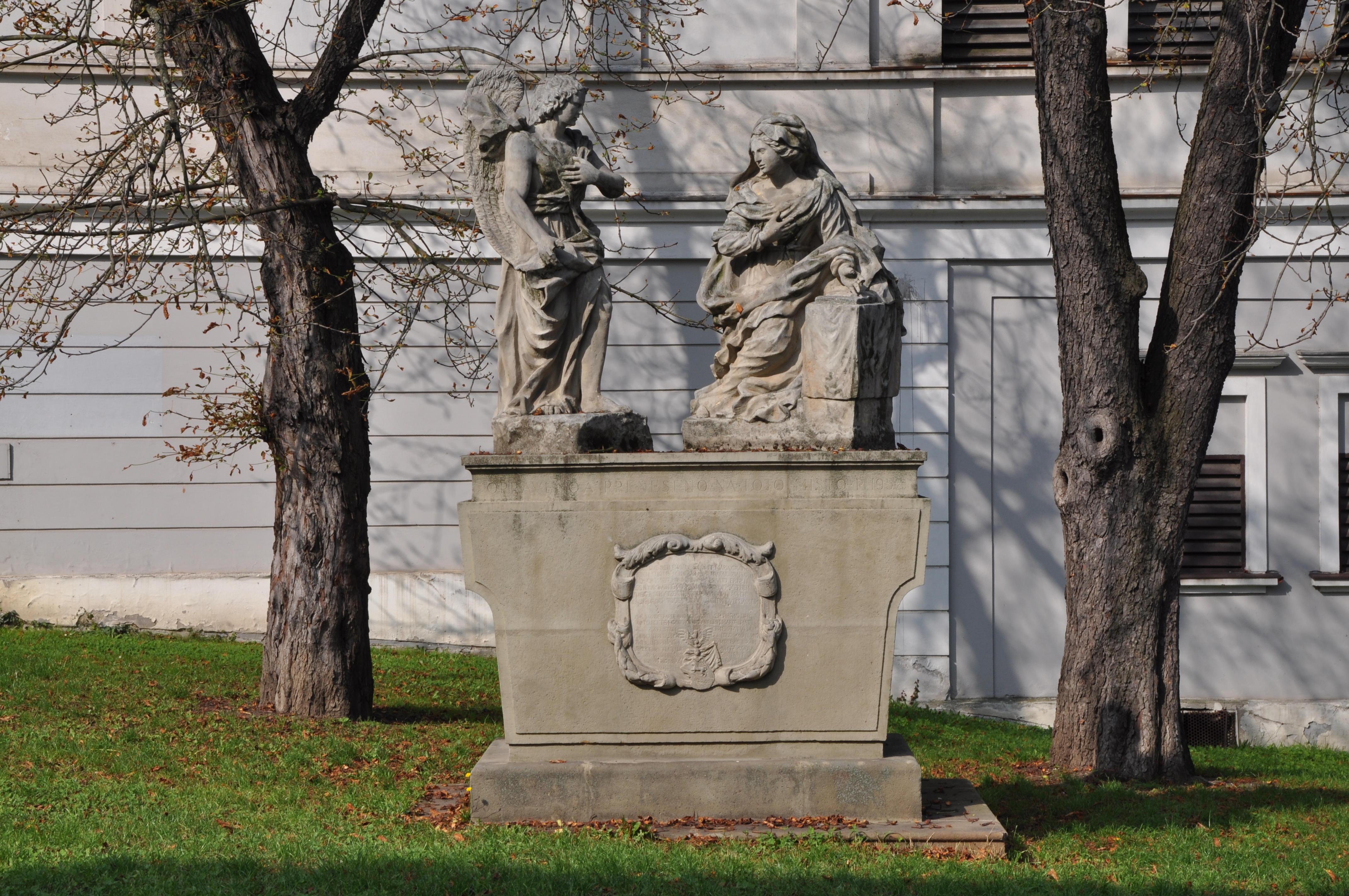
Zvěstování Panny Marie, Kroměříž ulice Na Kopečku

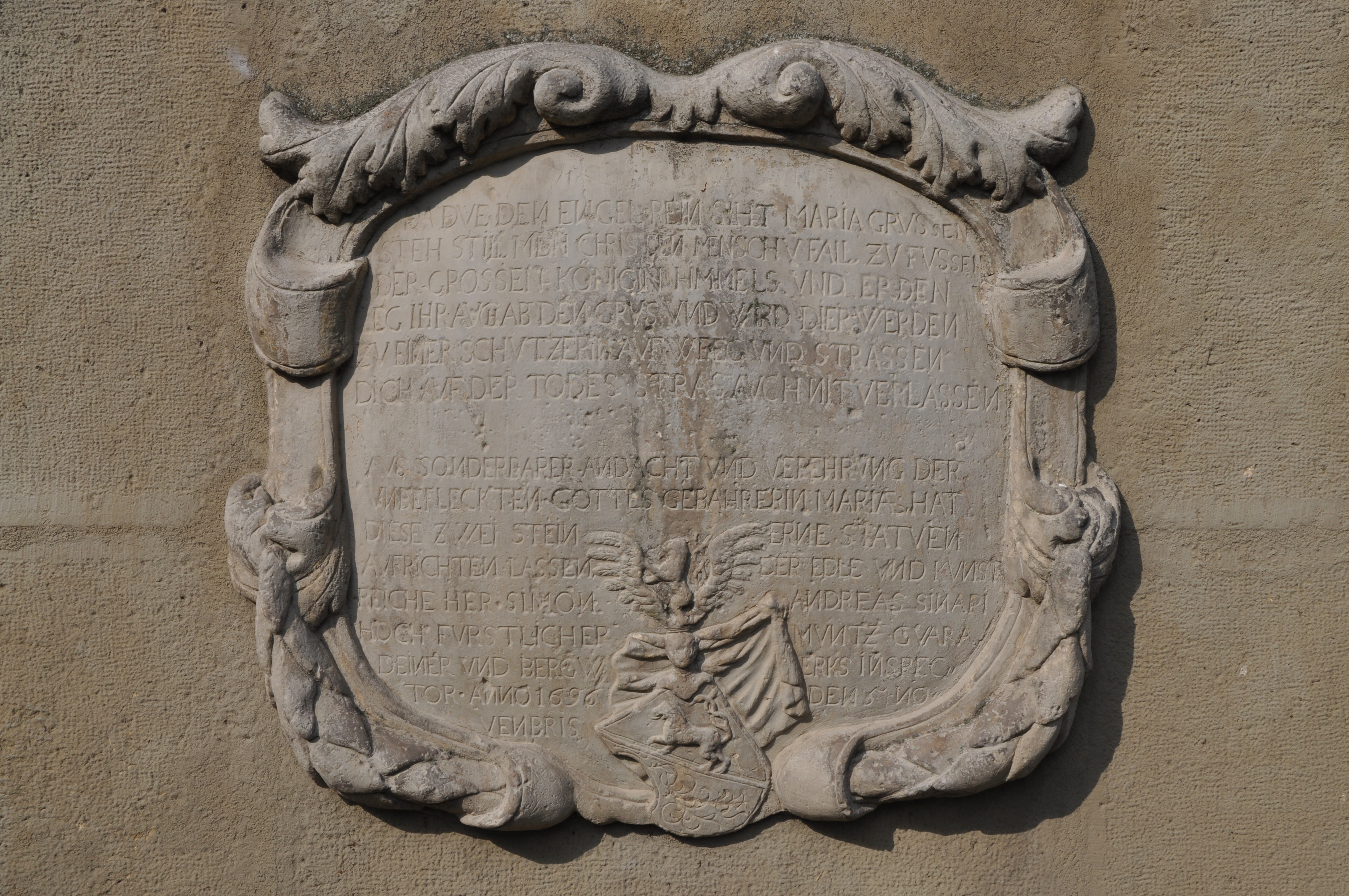
Zvěstování Panny Marie, detail kartuše s nápisem

Sousoší stávalo původně v Kroměříži na Komenského náměstí. Dnes je umístěno v ulici Na Kopečku před budovou bývalého arcibiskupského pivovaru (49°18′2″ s. š., 17°23′30″ v. d.) a je chráněno jako nemovitá kulturní památka České republiky pod číslem 31654/7-6019. V horní části podstavce je uveden nápis "OPRAVENO A PŘENESENO NA TOTO MÍSTO R. 1952". Ve středu podstavce je kartuš s nápisem rozděleným na dvě části.
DA DVE DEN ENGEL REIN SIHET MARIA GRVSSEN

STEH STILL MEIN CHRISTENMENSCH V FALL ZV FVSSEN

DER GROSSEN KŐNIGIN HIMMELS VND ERDEN 

LEG IHR AVCH AB DEN GRVS VND WIRD DIER WERDEN 

ZV EINER SCHVTZERIN AVF WEEG VND STRASSEN

DICH AVF DER TODES STRAS AVCH NI(CH)T VERLASEN

"Když toho anděla čistého uvidíš Marii zdravit, zastav pokojně můj křesťane,
klekni a spočni před touto velkou královnou nebes a země.
Slož jí také ty svůj pozdrav a stane se i tobě ochránkyni na stezkách a cestách tvých, na smrti cestě pak
nebudeš opuštěný."
AVS SONDERBARER ANDACHT VND VEREHRVNG DER 

VNBEFLECKTEN GOTTES GEBAHRERIN MARIAE HAT 

       DIESE ZWEI STEIN       (.)       ERVE STATVEN

            AVFRICHTEN LASSEN        (...)       DER EDLE VND KVNST

       REICHE HER SIMON       (.....)       ANDREAS SINAPI

   HOCHFVRSTLICHER     (.....)     MVNTZ GVARA

DIENER VND BERGW   (...)   ERKS INSPEC

  TOR ANNO 1696   (.)   DEN 5. NO 

        VENBRIS

"Z obzvláštní pobožnosti a úcty k neposkvrněné rodičce Boží Marii
dal postaviti tyto dvě kamenné sochy urozený a v umění dovedný
pan Šimon Ondřej Sinapi knížecí vardejn a důlní inspektor
roku 1696, 5. listopadu"

### Loučení Krista s Pannou Marií

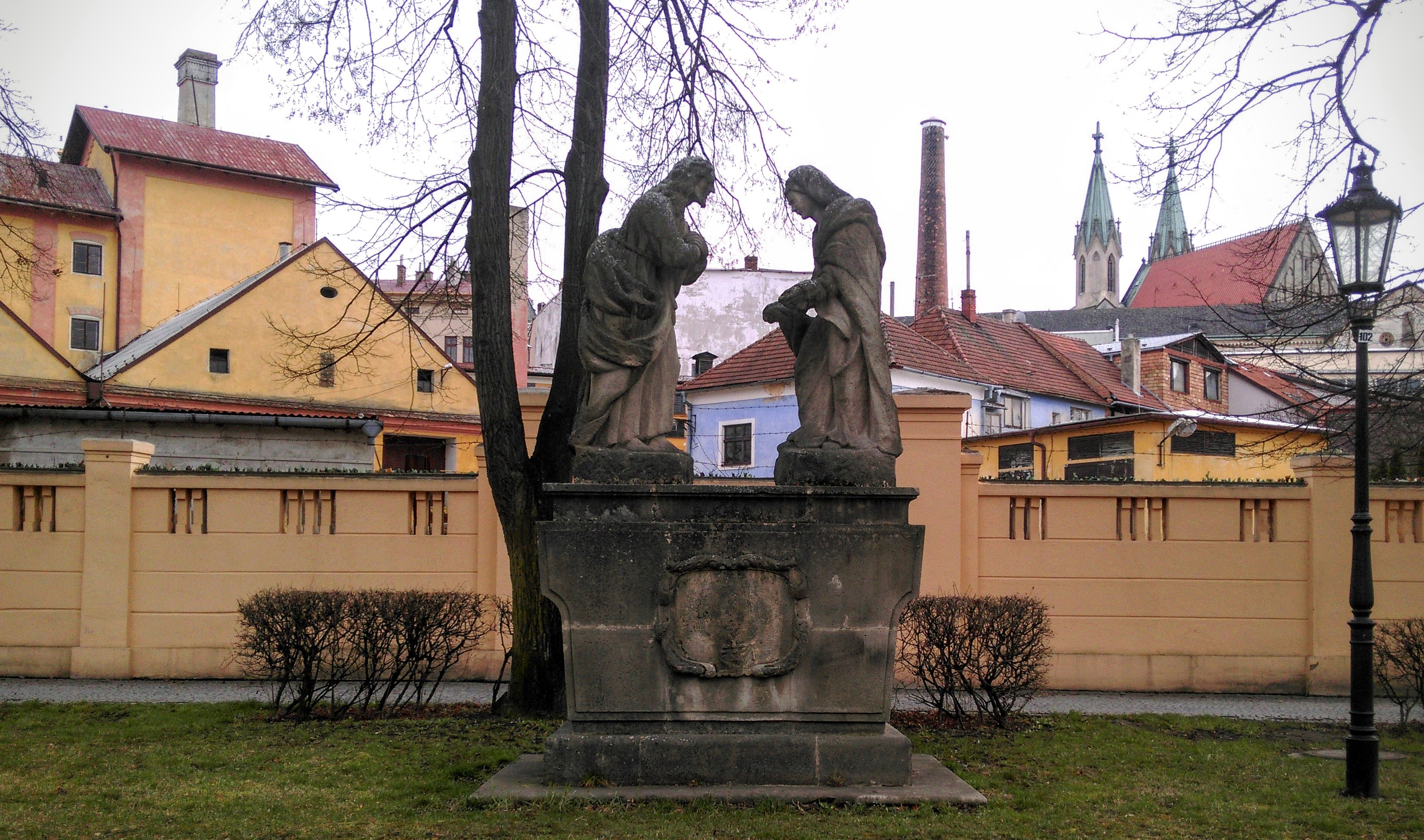
Kristus s Pannou Marii, Kroměříž ulice Chobot

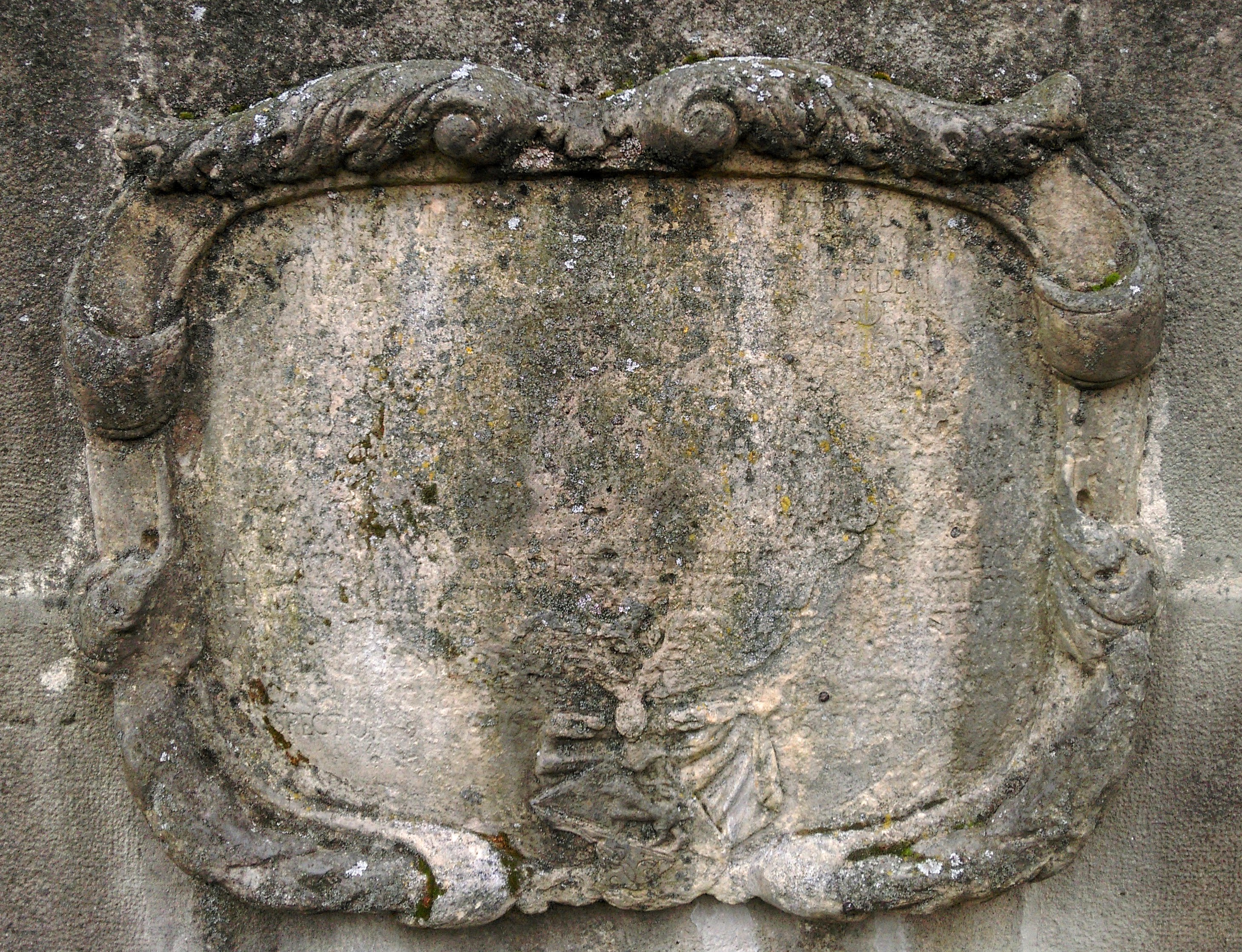
Kristus s Pannou Marii, detail kartuše

Sousoší Loučení Krista s Pannou Marií stávalo původně v Kroměříži na Tovačovského ulici v místech nynější zastávky MHD - Tovačovského, Dům kultury. Dnes stojí v ulicí Chobot na trávníku u zdi bývalého arcipiskupského pivovaru (49°18′4″ s. š., 17°23′23″ v. d.) a je chráněno jako nemovitá kulturní památka České republiky pod číslem 29519/7-6020.
Ve středu podstavce je kartuš s nápisem rozděleným na dvě části.
BEDENCKE O SVNDER MEIN WAS GROSSE SCHMERTEN

MARIA EMPFUNDEN HAB IN IHREN HERTZEN 

DA VON IHR TRET IHR SOHN SCHMERTZHAFT ABSCHEIDEN 

EILEN ZVM CREUTZES TOD VND BITERN LEIDEN 

IN DIESEN SCHMERTZEN AVCH DEINE ARME SEELE 

WAN SIE AB SCHEIDEN WIR D HERTZLICH BEFEHLE 

AVCH DENEN DIE BEREITS SCHON ABGESCHIEDEN 

WVNSCHE DIE HIMLISCHE RVH UND EWIGEN FRIEDEN

"Považ hříšníku můj, co velké bolesti Marie pocítila ve svém srdci,
když od ní Syn zarmoucený skonat odešel, kráčel ke křížům smrti a vstříc utrpení.
Do této bolesti také své zubožené duše spěcháme i my, srdečně přej také těm, kteří již zemřeli přání
nebeského klidu a věčného pokoje."
V dolní části kartuše je umístěn text shodný s textem u sousoší Zvěstování Panny Marie, opět ve středu přerušený znakem donátora Ondřeje Sinapiho.

### Kaple svatého Isidora

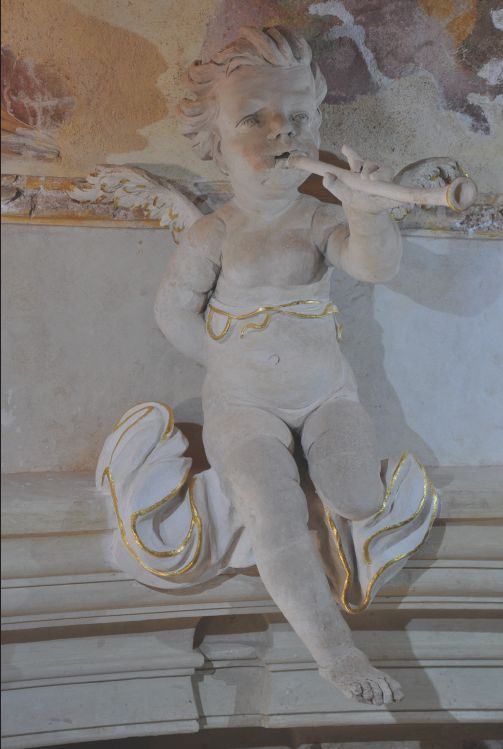
Štuková výzdoba v kapli svatého Isidora v Křenově

Dalším jeho dílem vytvořeným do roku 1701 je pět štukových figur v kapli svatého Isodora v Křenově nedaleko biskupských Svitav. Kaple sv. Isidora (49°40′52″ s. š., 16°37′29″ v. d.) je chráněna jako nemovitá kulturní památka České republiky pod číslem 31654/7-6019.